# Myrmica kurokii
Myrmica kurokii är en myrart som beskrevs av Auguste-Henri Forel 1907. Myrmica kurokii ingår i släktet rödmyror, och familjen myror.

## Underarter
Arten delas in i följande underarter:
- M. k. kurokii
- M. k. sontica
- M. k. tipuna